# Play off
Play off är ett album av Mora Träsk. Det gavs ut 1980 och var deras sista som ett rockband, innan de ombildades till en duo med fokus på barnmusik.

## Låtlista
Sida A
1. "Lasse och Inga" – 5:16
2. "Ta en jodtablett" – 2:50
3. "Punk or nothing" – 2:35
4. "Du skulle höra när min hund dog" – 1:31
5. "Vykort från Gävle" – 3:23
6. "Vilken dag" – 3:44

Sida B
1. "In me' fingret" – 4:24
2. "Trembling Sven - the violent rocker" – 3:19
3. "Siv" – 3:33
4. "Play Off" – 4:07
5. "Vi bjuder över" – 4:22